# Красночабанський
Красночаба́нський (рос. Красночабанский) — селище у складі Домбаровського району Оренбурзької області, Росія.

## Населення
Населення — 604 особи (2010; 797 у 2002).
Національний склад (станом на 2002 рік):
- казахи — 71 %